# 名古屋市立大学病院
名古屋市立大学病院（なごやしりつだいがくびょういん）は、愛知県名古屋市瑞穂区にある公立大学法人名古屋市立大学の附属病院。

## 概要
名古屋市立大学医学部・看護学部（大学本部）のある川澄キャンパスの中央に位置している。通称で名市大病院（めいしだいびょういん）または市大病院（しだいびょういん）と呼ばれる。

名古屋市内でPICU（小児集中治療室）を持つ病院は当院と日本赤十字社愛知医療センター名古屋第二病院（通称：八事日赤）のみである。
なお、2021年（令和3年）4月に名古屋市立大学医学部附属東部医療センターと名古屋市立大学医学部附属西部医療センターが名古屋市立大学に移管される方針になっており当病院とともに同大学の付属病院となっている。また、2023年（令和5年）4月に名古屋市立大学医学部附属みどり市民病院と名古屋市立大学医学部附属みらい光生病院が名古屋市立大学に移管される方針になっており、これらも同大学の付属病院となっている。さらに、2025年（令和7年）4月には名古屋市立大学医学部附属リハビリテーション病院も名古屋市立大学に移管される方針となった。これにより全ての名古屋市立の病院は全て市立大学へ移管された。

## 沿革
- 1931年7月：名古屋市民病院として開院。
- 1943年4月：名古屋市立女子高等医学専門学校附属病院と改称。
- 1948年4月：名古屋女子医科大学附属病院と改称。
- 1950年4月：名古屋市立大学病院と改称。
- 1966年4月：現在地に移転。
- 2004年1月：新病棟・中央診療棟完成。
- 2007年
  - 3月31日：災害拠点病院の指定を受ける。
  - 5月：新外来診療棟完成。
- 2012年5月：東棟完成。
- 2021年4月：名古屋市立東部医療センターと名古屋市立西部医療センターが名古屋市立大学に移管され当病院とともに同大学の付属病院となる[3]。
- 2023年4月：名古屋市立緑市民病院（3月まで医療法人純正会が指定管理、みどり市民病院に改称）と名古屋市厚生院付属病院（みらい光生病院に改称）が名古屋市立大学に移管され当病院とともに同大学の付属病院となる。
- 2025年度：救急・災害医療センター（仮称）新設予定[1]。

## 診療科
- 総合内科
- 消化器内科
- 肝・膵臓内科
- 呼吸器内科
- 循環器内科
- 内分泌・糖尿病内科
- 血液・膠原病内科
- 神経内科
- 腎臓内科
- 消化器・一般外科
- 呼吸器外科
- 心臓・血管外科
- 小児・移植外科
- 乳腺・内分泌外科
- 整形外科
- 産科婦人科
- 眼科
- 小児科
- 皮膚科
- 泌尿器科
- 耳鼻咽喉科
- 放射線科
- 麻酔科
- 歯科口腔外科
- 脳神経外科
- こころの医療センター

## 病床数
- 808床 ※ 2004年（平成16年）4月時点
- ICU（集中治療室）10床、CCU（冠動脈疾患集中治療ユニット）4床 ※ 2007年（平成19年）4月時点

## 特徴

### 周産期医療
総合周産期母子医療センターに指定され、県内の周産期治療の中核を担っている。産科に関してはMFICU(母体胎児集中治療室)を備え、ハイリスク妊婦の受け入れを積極的に行っている。また、妊婦と薬の外来を設置している。新生児医療に関してはNICU(新生児集中治療室)が全国で1番最初に設置され、新生児医療のパオニアとして現在に至るまで多くの新生児の治療を行っている。その他、院内の小児外科、心臓血管外科、脳神経外科、眼科、耳鼻咽喉科、形成外科等と連携しながら新生児手術にも対応している。

### 小児医療
PICU(小児集中治療室)を設置し、県内の重症患者の受け入れを行っている。
小児泌尿器科では全国有数の治療数を誇っている。小児科、心臓血管外科では先天性心疾患の治療、脳神経外科では小児脳神経外科の治療等すべての小児疾患に対応している。小児外科では通常の小児外科治療に加え漏斗胸の治療に力を入れている。

### 生殖医療
全国でも有数の治療実績であり、全国から患者がやってくる。

### 救急医療
救急救命センターに指定され24時間患者を受け入れている。当院はウォークインの患者も受け入れている。救急搬送件数は近年増加しており、名古屋市内でも見てもその件数時は多くなっている。さらには2025年度には救急災害診療棟も完成予定でありさらなる充実が期待されている。

## 交通アクセス
- 名古屋市営地下鉄桜通線「桜山駅」下車。
- 名古屋市営バス（市バス）「市立大学病院」または「桜山」バス停下車。

## 不祥事

### 名古屋市立乳児院の乳児に対する人体実験
1952年（昭和27年）11月、1名の乳児の死亡事件に代表される、名古屋市立乳児院（名古屋市立大学病院）を舞台に起こった一連の人権侵害事件。

### 名古屋市立大学病院 業務上過失致死事件
2003年（平成15年）1月16日、名古屋市立大病院で急性腎不全の70代の女性を人工透析した際に血管を傷つけた上、出血場所を勘違いし、9時間も放置するミスを重ねて、女性が出血性ショックで死亡した。当時院長だった郡健二郎（現、理事長）は「医療過誤だった。患者、遺族に心からおわびする」と謝罪した。女性患者は同月14日、県外の病院から転院し、15日午前10時35分頃から血液の透析をするために腎臓内科の主治医（31歳）が首の静脈にカテーテルを差し込み、その際、誤って鎖骨下の動脈を貫通するなど計3カ所を傷つけたが、主治医は首の下の血管を傷つけたと勘違いして首を圧迫して止血できたものと判断、そのまま透析を続行した。患者は午後8時半頃、病室で意識が低下。エックス線撮影で胸に血がたまっているのが見つかり、止血ミスが判明した。

### 利益相反問題
2008年（平成20年）3月、「トモセラピー」と呼ばれる放射線治療装置について、治療指針を作成する日本放射線腫瘍学会の研究代表者を務める芝本雄太・名古屋市立大学大学院教授（量子放射線医学）がこの装置の輸入・販売会社の取締役を兼業していることが明らかになり、中立、公正な治療指針が作れるのか疑問視する声も出ており、学会は医師と企業の関係などについてルール作りを進めるとした。治療指針はトモセラピーの照射方法や対象疾患などを検討するため、日本放射線腫瘍学会の課題研究として、名古屋市立大学など6病院共同で進められた。芝本教授は2005年（平成17年）、装置を輸入販売する「ハイアート社」（本社・東京）の取締役に就任し、同社から120万円の寄付金を受けたほか、会社主催の講演会の座長を年3回ほど務め、1回5万円程度の講演料を受取り、会議のため同社関係者と飲食店に行くことがあった。役員兼業について、芝本教授は「大学には、規定に基づき届け出ている。届け出では、報酬を年30万円と記載したが、実際には受取っていない。役員になったのは、『この最先端治療装置の第一人者』とアピールできるからで、営利目的ではない」と説明している。前国立がんセンター中央病院放射線治療部長の池田恢（ひろし）・堺市立堺病院副院長は「業者と関連の深い医師がまとめる指針は、お手盛りとの疑念を招く。治療対象者を増やそうと、治療効果などへの判断が甘くなるのではないか」と懸念する。芝本教授は「科学者として判断が甘くなることはない」と主張した。日本癌（がん）治療学会など一部の学会は昨年、「がん臨床研究の責任者は、研究に関係する企業や営利団体の役員に就くのは避けるべきだ」との指針をまとめたが、日本放射線腫瘍学会にはそうした規定はない。日本放射線腫瘍学会長の晴山雅人・札幌医科大学教授の話「学会として、倫理委員会を作り、（医師と企業と金銭関係などの）利益相反のルール作りを検討している」。

### 病院総合研修センター臨床研修医 医師法違反
2010年（平成22年）3月25日、名古屋市立大学病院総合研修センターの臨床研修医4名が医師法第16条の3、公立大学法人名古屋市立大学契約職員就業規則第26条、名古屋市立大学病院臨床研修医に関する規程第6条の2の規定及び労働契約に違反してアルバイト診療を行っていた事実が判明し、厳重注意3名、注意1名の処分を行った。 発生原因は、臨床研修医自身の自覚不足及び名古屋市立大学病院総合研修センターにおける臨床研修医の指導管理体制の不備にあった。 再発防止策として臨床研修医全員に綱紀粛正の通知を行い、一切このようなことを行わない旨の誓約書を提出させ、全診療科部長宛に綱紀粛正の通知を行い全教職員等への周知徹底を図った。

### 名古屋市立大学病院 患者データ紛失事件
2012年（平成24年）5月23日、名古屋市立大学病院は内科病棟医長で助教の男性医師（当時44歳）が延べ582人分の患者の名前や病名などが記録された個人情報が入った私物のUSBメモリーを紛失したと発表した。この内科医は、自宅などで作業をするためメモリーを小銭入れに入れて持ち歩いていたが、同月21日に小銭入れからなくなっていることに気づいた。メモリーには2011年（平成23年）度の内科の入院患者189人分の病名、入退院日など、外来患393人分の病名、生年月日、内服薬の種類などが記録されていた。同病院では個人データを持ち出す際にはパスワードを設定することにしているが、医師は外来患者分にパスワードを設定していなかった。同病院は患者に謝罪した。